# Ozone troposphérique
L’ozone troposphérique parfois qualifié de mauvais ozone est l'ozone (O3) formé dans la troposphère (basse atmosphère). 

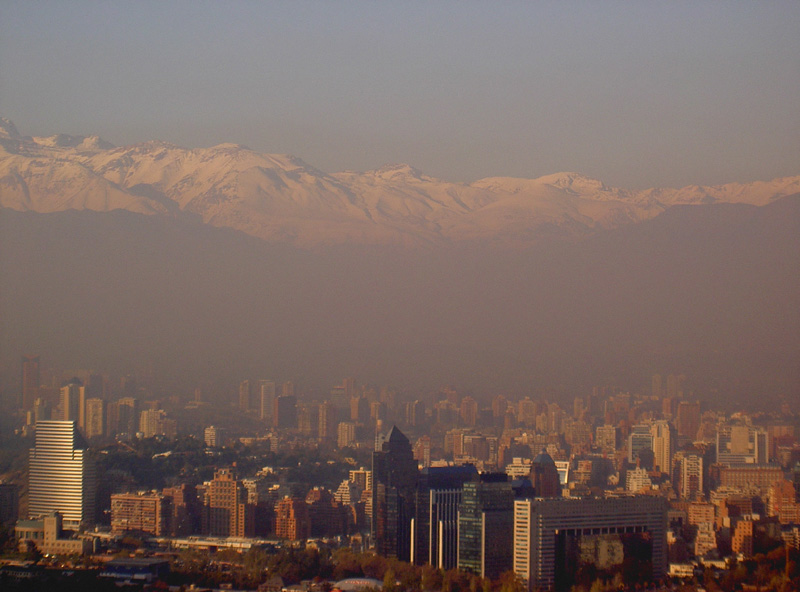
La nocivité du smog (ici à Santiago) est pour partie due à l'ozone. L'augmentation du taux d'ozone troposphérique est devenu la cause principale du smog photochimique.

C'est un gaz à effet de serre (forçage radiatif moyen estimé à +0,35 (±0,15) W/m2) et un polluant majeur dont la concentration dans la troposphère a selon le GIEC (2001) doublé, voire triplé, au cours du XXe siècle. 
Son taux varie considérablement dans le temps et l'espace ; de 10 ppb au-dessus des océans tropicaux à plus de 100 ppb dans les couches hautes de la troposphère, au contact de la stratosphère et au-dessus des zones urbaines très polluées. Il est dit secondaire car issu de précurseurs (oxydes d'azote et composés organiques volatils principalement émis par les activités humaines et la flore), sous l'effet des UV solaires. Les pics d’ozone apparaissent donc quand l’ensoleillement est important, et en conditions anticyclonique (condition peu dispersives favorisant l’accumulation des précurseurs), l'épisode s'aggravant si l'anticyclone persiste.
L’ozone perdurant quelques jours dans la troposphère, il peut migrer vers les régions périurbaines et rurales situées sous le vent des agglomérations.
Ce superoxydant affecte la santé humaine. Il irrite les yeux et les poumons, et affecte la capacité respiratoire. D’autres polluants tels les oxydes de soufre et d'azote aggravent ses effets, ainsi que l'effort physique et une exposition prolongée. Il affecte aussi les écosystèmes et diminue les rendements agricoles et sylvicoles.
En dégradant certains matériaux de construction et de décoration, il peut dans l'air intérieur être aussi source de polluants secondaires. Ces effets sont à opposer à ceux, protecteurs, de l’ozone stratosphérique (« bon ozone »), présent à plus de 10 km d’altitude, qui filtre une partie nocive des ultra-violets solaires. 
Dans les zones très polluées, et sous certaines conditions d’insolation, de hautes concentrations de NOx peuvent la nuit détruire une partie de l'ozone (effet de titration).

## Origine

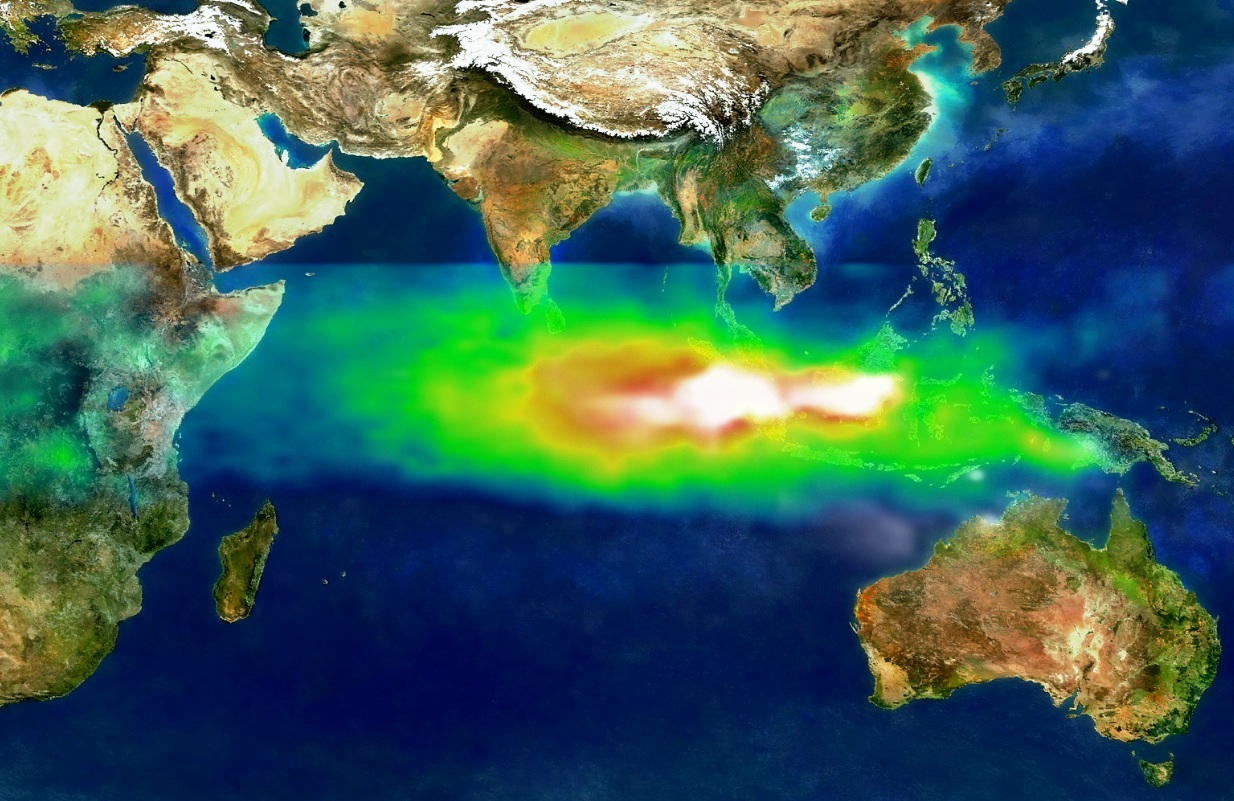
Nuage de fumée et d'ozone polluant l'océan Indien jusqu'en Afrique, induit par les feux de forêt (culture ou sylviculture sur brûlis) d'Indonésie (1997). L'échelle colorée vert - jaune - rouge indique les taux d'ozone.

Une petite partie est naturellement produite au-dessus des zones enforestées, ou après des feux de forêt naturels, mais l'essentiel de l'ozone troposphérique est un polluant d'origine anthropique (généré à la suite des activités humaines). Les émissions directes d'ozone par des activités humaines n'ont lieu qu'en faible quantité :
- l'« effet couronne » sur les lignes à haute tension, par temps humide ;
- l'ozone produit par les moteurs électriques…

La pollution par l'ozone au niveau du sol résulte d'un mécanisme complexe. L'ozone troposphérique est massivement formé à partir de polluants « précurseurs », sous l'effet du rayonnement solaire (UV) ; il s'agit notamment du dioxyde d'azote NO2 émis par les échappements des véhicules, des cheminées, incinérateurs et feux de forêt (souvent volontaires, ou secondairement induits par le drainage et le changement climatique).
Une molécule d’ozone (O3) est toujours issue d’une réaction entre une molécule de dioxygène (O2) et un atome d’oxygène (O). C’est la photodissociation du dioxyde d’azote (NO2) qui produit l’atome d’oxygène requis (O), à condition que le monoxyde d’azote (NO) réagisse en priorité avec un radical hydropéroxyle (HO2) plutôt qu’avec O3, ce qui aurait un bilan nul. 
Dans les zones peu polluées, le HO2 est issu de l’oxydation du monoxyde de carbone (CO) et du méthane (CH4) présents dans l’atmosphère naturelle. Il est principalement issu de la transformation, sous l’effet du rayonnement solaire, des oxydes d’azote (NOx) et des composés organiques volatils (COV) émis majoritairement par les activités humaines. 
Dans les zones polluées, la production d’ozone est favorisée car l’oxydation de composés organiques volatils est plus rapide que celle du CO ou CH4.

## Pic d'ozone

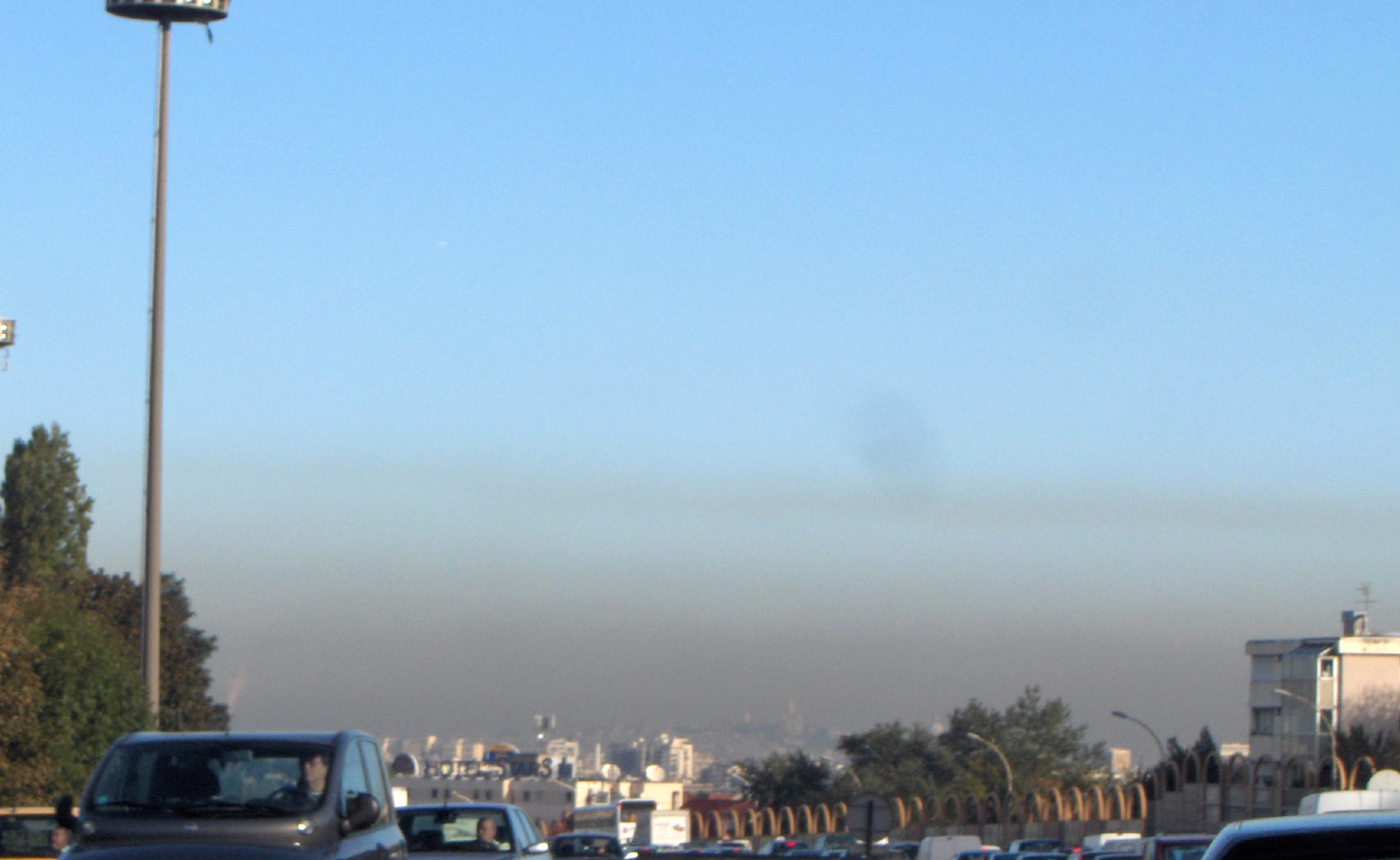
Pollution à Paris.

Il apparaît si les conditions de formation de l'ozone sont réunies :
- circulation automobile intense (ville) ;
- temps ensoleillé (même sous ciel légèrement couvert en été, ou sous ciel dégagé en hiver) ;
- faible circulation atmosphérique (vent nul ou faible), surtout en condition d'inversion atmosphérique)

Les pics sont généralement plus forts en altitude, où l'ozone était jadis un argument publicitaire pour ses effets que l'on pensait alors bénéfiques sur la santé. Ceci s'observe par exemple sur l'arrière-pays niçois proche du Mercantour (où des apports de pollution littorale entrent également en jeu).

## Géographie du phénomène

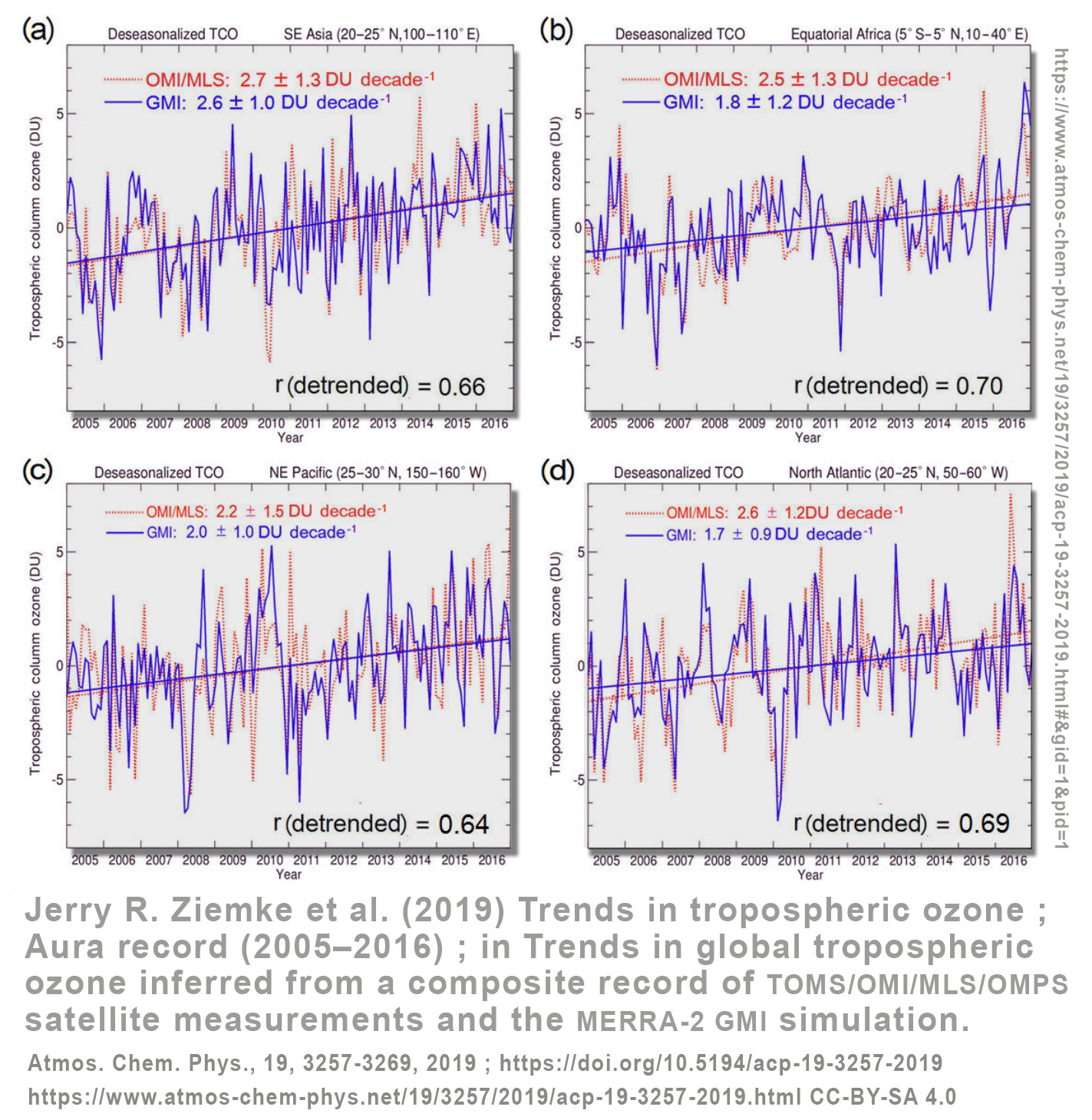
Tendance (sur 10 ans) pour 4 régions du monde concernant la teneur de troposphère en ozone
(a) Asie du Sud Est ; b) Afrique équatoriale ; c) Pacifique Nord-Est ; d) Atlantique Nord
En rouge : données mesurées ; en bleu : modélisation

Globalement la teneur en ozone de la troposhère a augmenté depuis presque le début XXe siècle, pour des raisons anthropiques, principalement liées au transport, mais la vitesse et les taux d'augmentation varient selon les régions du monde.
Un bilan récent (2019) combinant les mesures satellitaires et un modélisation en chimie de l'atmosphère, montre que sur 40 ans environ (1979 à 2016) tous les instruments décrivent de fortes augmentations de l'ozone troposphérique, du Proche-Orient à l'Inde et à l'Asie de l'Est et plus à l'est au-dessus du Pacifique. (+15 % à 20 % en fond moyen)). L'augmentation la plus forte s'est faite dans la période la plus récente, entre 2005 et 2016 (voir graphique ci-contre). La modélisation montre et confirme que les plus fortes augmentations de (+6 à +7 UD) sont bien situées au-dessus de l'Inde et de l'Est asiatique. 
Les mêmes sources révèlent aussi une augmentation de l'ozone troposphérique (+4 à +5 UD sur 38 ans d'enregistrement) en Afrique centrale et dans l'océan Atlantique tropical. Et en zone tempérée, l'atlantique nord et le nord-Est du pacigique n'ont pas été épargnés (+3 DU par décennie).
Lorsque certaines conditions météorologiques sont réunies, de longues situations de pics d'ozone peuvent survenir, comme à Mexico au Mexique en mars 2016 avec un pic le 14 de ce mois (les stations au sol ont enregistré un record de 171 ppb [parties par milliards en volume] par heure à une station et les 150 ppb ont été dépassés dans six autres stations) ; une situation rare de dépression centrée sur cette région a littéralement permis une intrusion de la stratosphère dans la troposphère (du 9 au 12 mars, mais qui a été suivi d'une augmentation continue de l'ozone troposphérique durant quelques jours alors qu'une situation d'inversion atmosphérique se prolongeait, avec absence de vent

## Impact sur la santé

Près de 15 % des Européens vivant en ville sont exposés à des niveaux d'ozone supérieurs aux normes de qualité de l’air de l’Union européenne, et environ 98 % des Européens vivant en ville sont exposés à des niveaux d'ozone jugés néfastes pour la santé par les lignes directrices, plus strictes, de l’Organisation mondiale de la santé.

L'ozone troposphérique n'a pas la même origine ni le même impact sur l'environnement et la santé que l'ozone stratosphérique à haute altitude qui, lui, nous protège des ultraviolets (UV) nocifs du soleil. Dans les deux cas, il s'agit de la même molécule, ses impacts diffèrent selon l'altitude et sa teneur dans l'air. Le seuil d'ozone est un indicateur de pollution de l'air. Il indique la quantité d'ozone en microgrammes dans un mètre cube d'air. À partir de 180 µg d'ozone par mètre cube en moyenne sur 1 heure, pour les pays de l'Union européenne, les populations sont informées de la pollution, de même à partir de 240 µg/m3 en moyenne sur 1 heure, une alerte à la pollution est lancée,. La norme européenne est de 120 µg/m3 en moyenne sur 8 heures. L'OMS recommande quant à elle de ne pas dépasser 100 µg/m3 en moyenne sur 8 heures (contre 120 µg/m3 précédemment).
L'ozone troposphérique a d'importants impacts sur la santé ; chez l'Homme, c'est notamment un irritant des yeux, des muqueuses et des voies respiratoires supérieures. 
La présence d'une grande quantité d'ozone troposphérique peut provoquer aussi un œdème du poumon, mais les problèmes les plus courants sont d'ordre respiratoires : asthme ou maladies pulmonaires nécessitant une hospitalisation. Il existe une discrète corrélation entre la mortalité due aux maladies respiratoires et la concentration en ozone. La mortalité cardio-vasculaire ne semble pas affectée. Concernant la réponse et les cellules immuniaires, l'ozone affecte significativement les miRNA (en particulier : miR-143, miR-145, miR-199a*, miR-199b-5p, miR-222, miR-223, miR-25, miR-424), de façon directement proportionnelle à la concentration en ozone, causant une perturbation de la régulation immunitaire et induisant des inflammations par activation des voies oxydatives.
Selon une étude coréalisée par l'Inserm, le Barcelona Institute for Global Health et le Centro Nacional de Supercomputación, 114 447 décès auraient été causés par l'ozone troposphérique en Europe continentale de 2015 à 2017 ; 11,7 % de ces décès seraient imputables à de l'ozone d'origine nationale, 20,9 % seraient dus à de l'ozone produit dans d'autres pays européens, 60,2 % à de l'ozone émis hors d'Europe, et 7,2 % seraient liés au transport maritime.

## Impact sur la flore et l'agriculture

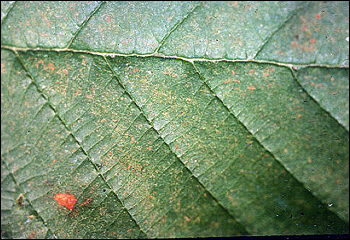
Nécrose cellulaire et décoloration typique causée par l'ozone troposphérique, ici sur feuille d'aulne rouge. Les feuilles de plants de tabac sont souvent utilisées pour la bioindication de l'ozone.

L'ozone pénètre dans les feuilles, à travers les stomates (flux stomatique), et se dégrade instantanément au contact des cellules, entraînant des réactions en chaîne pouvant aboutir à la mort de celles-ci. Les symptômes peuvent être des nécroses foliaires, une chute prématurée des feuilles, une modification de l’ouverture des stomates et donc une réduction du taux d’activité photosynthétique qui nuit à de nombreuses plantes, et en particulier aux cultures (blé, pommes de terre, etc.) et aux rendements agricoles, même si les plantes peuvent dans une certaine mesure se défendre en produisant des antioxydants. Ces pertes entraînent des diminutions de croissance et un affaiblissement des plantes, les rendant plus sensibles aux attaques parasitaires et aux aléas climatiques (sécheresse). Ces impacts pourraient être exacerbés dans un contexte de changement climatique,.
Ainsi, au début des années 2000, les effets mesurables de l'ozone troposphérique sur le rendement des cultures à l'échelle régionale entraînaient en Europe, des pertes économiques pour au moins vingt-trois cultures arables (de l'ordre de 5,72 à 12 milliards USD par année. Certaines céréales et notamment le blé (y compris le blé d'hiver,, également exposé à l'ozone) y sont particulièrement sensibles. Selon une méta-analyse (basée sur trente-neuf études réalisées dans divers pays, dont en Chine), un taux élevé d'ozone dans l'air diminue le taux de chlorophylle du blé, les échanges gazeux de la plante et d'autres facteurs de rendement. Le rendement agricole peut chuter de 26 % en raison d'un moindre poids du grain (–18 %), d'un nombre de grains sur épi diminué (–11 %), d'un nombre d'épi diminué (–5 %) et d'un indice de productivité diminué de 11 % (par rapport à une culture non exposée). L'état physiologique des feuilles était encore plus affecté, avec un taux de photosynthèse en lumière saturée (ASAT), une conductance stomatique (Gs) et une teneur en chlorophylle (Chl) respectivement diminués de 40 %, 31 %, et 46 %. Les réponses à des taux élevés d'O3 étaient similaires pour le blé de printemps et celui d'hiver. Pour la plupart des variables, la tendance à la diminution était linéairement corrélée à l'augmentation des taux d'O3. Les auteurs de cette méta-analyse ont estimé que l'augmentation du taux de CO2 pouvait en partie compenser les effets délétères de l'ozone troposphérique.
Une seule étude, en Grande-Bretagne, a trouvé qu'une augmentation de 10 % de l'AOT 40 ne causait que de faibles pertes de rendements (–0,23 %). Les auteurs concluent que via les parcelles d'essais, les sélectionneurs auraient ici involontairement sélectionné des souches de blés résistantes à l'ozone. 
Certains cultivars de blé s'avèrent effectivement plus tolérants à l'ozone. Si la pollution acide tend à diminuer dans les pays riches, d'autres polluants, dont les NOx, pourraient ajouter leurs effets à ceux de l'ozone,,.

### Délétion de la fécondabilité des plantes
L'ozone troposphérique en excès diminue à la fois la viabilité du pollen et la réceptivité du stigmate qui tous deux sont normalement viable de 2 à 5 jours selon l'espèce de plante à fleur considérée, et selon les conditions environnementales (soit à peu près la même période au cours de laquelle le stigmate reste réceptif). 
A titre d'exemples :
- En 2015, on a montré in vitro et in vivo que le de pollen de tomate (Lycopersicon esculentum Mill. Cv. Triton) exposé à un taux d'ozone tel que fréquemment observé lors des jours de pollution à l'ozone, perd considérablement de sa capacité de germination : la croissance du tube germinatif et les interactions pollen-stigmatisation diminuent.

Le pollen n'est pas seul à être affecté : le tube germinatif de pollen de fleurs de plants de tomates élevée dans une enceinte à l'atmosphère filtrée au charbon actif se développe également mal au contact du stigmates des plantes préalablement exposées à des niveaux communs de pollution à l'ozone. On observe alors une chute du nombre d'ovules viables (fécondés ou non) et une mortalité accrue de fruits immatures.
Cette perte de fécondabilité est observée quel soit le moment de l'exposition, et dès lors que la plante émettrice ou réceptrice du pollen a été exposée à un taux de pollution par l'ozone tel qu'on en observe couramment en ville. Ceci montre que l'ozone dégrade à al fois la viabilité du pollen et/ou le développement des ovules (le futur fruit).
En outre, les grappes de fruits issus de plantes exposés à 100 nmol mol−1 d'ozone O3 (10 hd−1) à partir de la floraison ont aussi présenté un moindre poids moyen des tomates et une baisse du nombre de graines, de la teneur en amidon et en acide ascorbique (vitamine C) des fruits ; paramètres qui font évoquer une maturation anormalement accélérée. L'ozone affecte donc tout le processus de reproduction de la plante. Ces résultats ont attiré l’attention des auteurs sur l'importance de mieux comprendre les effets globaux de l'ozone et potentiellement d’autres polluants gazeux, sur la biologie de la reproduction dans l'évaluation des risques induits par la pollution de l'air.
- En 2017 on a montré que des arbres sont aussi concernés. Ainsi l'O3 (et le NO2), même à des taux inférieurs aux seuils réglementés de pollution de l'air[39] dégradent la viabilité du pollen aérotransporté[39].

### Coût économique
Ces effets négatifs ont un coût économique élevé pour l'agriculture ; il s'élève à plusieurs milliards d'euros pour la France.

## Devenir et effets de l'ozone dans l'air intérieur
L'air intérieur peut contenir de l'ozone venant de l'air extéieur, et parfois produit in situ, par exemple à partir de certains moteurs électriques, de certains Purificateurs et ionisateurs d’air ou d'appareils utilisant une source de rayonnements UV.
Une thèse (2006) a étudié les interactions entre l’ozone importé de l’air extérieur via la ventilation dans la maison expérimentale « MARIA » du Centre scientifique et technique du bâtiment (CSTB), pour 16 produits de construction et de décoration très utilisés dans les pays riches, pour l’architecture ("effets de paroi" possibles) et décoration intérieures. Au contact des 16 matériaux testés, on a noté une chute importante du taux d'ozone dans l’air intérieur (chute modeste, de 8 % pour une peinture glycérophtalique atteignant 89 % pour un lambris de pin brut, avec des vitesses variable (de 0,003 à 0,158 cm/s). Certains éléments du décor intérieur se comportent donc un comme un puits d’ozone. 
Sans surprise pour le chimiste, on note cependant aussi que les émissions habituelles des matériaux sont modifiées en présence d’ozone (les émissions de styrène, et d’alcènes C 12 diminuent alors que d’autres produits augmentent nettement (aldéhydes notamment, dont formaldéhyde, acétaldéhyde, benzaldéhyde, C5 à C10), mais aussi cétones et acides carboxyliques.
Les tests faits sur un lambris en pin (neuf), ont montré que des mécanismes hétérogènes complexes expliquent la disparition d’ozone ; avec des réactions en phase homogène estimée entre 5 et 20 %.
À cette occasion on a constaté aussi que la pollution extérieure par NO, NO2 et O3 a été entièrement transférée dans la pièce par le système de ventilation, mais qu’ensuite 80 % à 95 % de cet ozone est éliminé dans la pièce par oxydation d’objets (réactivité hétérogène) et moindrement par interaction avec des molécules en phase gazeuse, avec par exemple des réactions d’ozonolyse d’α-Pinène observées dans une pièce avec lambris de pins) ; les sous-produits réactionnels tels que le formaldéhyde, l’hexaldéhyde, le benzaldéhyde et le nonanal constituent une nouvelle pollution, secondaire. 
La température de l’air intérieur (ainsi que le taux de renouvellement de l'air et l'hygrométrie) peut moduler les émissions de certains matériaux, et donc sur leurs teneurs dans l’air intérieur. 
Un modèle simple permet de prédire les taux de polluants de l’air intérieur, à partir de ceux de l’air extérieur. Pour l’ozone la prévision est satisfaisante, pour le NO le modèle est presque parfait, mais il surestime la concentration intérieure de NO2 (peut-être parce que le modèle ignore le phénomène d’adsoption du NO2 sur les surfaces intérieures). Attention cette maison automatisée et contrôlée ne contient pas d'habitants, d'animaux de compagnie, de plantes vertes ni de fentes ou fissures pouvant augmenter certaine entrées ou sorties d'air en plus du système de ventilation.

## Métrologie
La métrologie est nécessaire à l'évaluation des pollutions et des risques pour la santé, ainsi que pour la prévision du déplacement des masses d'air pollué. Elle doit pour cela être faite à différentes hauteurs de l'atmosphère.
- Au niveau du sol : elle se fait par des réseaux de capteurs gérés par les réseaux de surveillance de la qualité de l'air.

- Dans la colonne d'air : elle est encore principalement faite par ballon-sonde mais en 2008[44], une nouvelle méthode a été mise au point en France par le Laboratoire inter-universitaire des systèmes atmosphériques (LISA) dans le cadre d'un partenariat international[45]. Il s'agit d'une mesure par satellite (Instrument IASI en orbite, avec une couverture du globe deux fois par jour, depuis octobre 2006 à bord de MetOp) du signal spécifique de l'ozone dans l'imagerie infrarouge (pour des pixels de 12 km de diamètre et distants de 25 km, au nadir), aussi précise que par le ballon sonde, mais moins couteuse. Ceci devrait permettre une amélioration de la modélisation de l'ozone dans la troposphère, notamment dans le cadre de la plate-forme française Prev’Air et du programme  Copernicus[46].
Cette méthode permet à échelle régionale et globale de suivre des panaches d'ozone troposphériques (dont la durée de vie est de plusieurs semaines) dans les trois premiers kilomètres de la basse atmosphère[47]. L'idée nouvelle a été d'associer un sondeurs IASI dans l’infrarouge et le capteur GOME-2[48] dans l’ultraviolet. Ces méthodes sont très efficaces pour la couche comprise entre 3 et 4 km au-dessus du niveau marin, mais l'est beaucoup moins pour l'ozone de la très basse troposphère. les tests faits en 2009 montrent que les taux d’ozone entre 2 et 2,5 km d’altitude peuvent être suivis avec une sensibilité au moins 40 % meilleure que celle de méthodes s'appuyant sur une unique bande spectrale[49]. Les nouvelles donnés sont utilisées par le programme ADONISS sur la surveillance de l'atmosphère[50].

## Dispositifs pour limiter la pollution à l'ozone

### Dispositifs réglementaires
Ils visent à limiter les émissions de précurseurs de l'Ozone. De nombreux pays et l'Union européenne ont produit des lois sur la qualité de l'air, et mettent à jour des normes de qualité de l'air et des seuils portant notamment sur l'ozone (par exemple la valeur seuil d'information est en Europe de 180 µg/m3, et il ne faut pas dépasser 120 µg/m3 sur plus de huit heures, seuil à partir duquel des dégâts sur la santé sont considérés comme certains). Ceci permet aux autorités nationales ou locales d'interdire ou de réduire certaines activités (combustion de fioul lourd par exemple), ou la vitesse des véhicules. L'Organisation mondiale de la santé a également émis des recommandations (valeurs-guide). 
Des systèmes d'amendes et/ou d'encouragements fiscaux ou de subventions encouragent localement les industriels, collectivités et particuliers à moins polluer. Certains aménagements du temps de travail, télétravail et dispositifs de fluidification de la circulation contribuent à diminuer les émissions de précurseurs de l'ozone aux moments où les UV solaires sont les plus actifs.
Des réseaux d'alerte et mesure de la qualité de l'air (Plus de 700 dispositifs de mesure dans l'UE en 2007), avec la météorologie aident les responsables d'émissions à volontairement ou obligatoirement anticiper en limitant leurs activités polluantes les jours à risque de « pic d'ozone » ou aux heures critiques.
En Europe, ces dispositifs commencent à montrer leur efficacité globale ; en 2007, les taux estivaux d'ozone ont ainsi été parmi les moins élevés depuis dix ans, surtout dans les pays d'Europe du Nord où « aucun dépassement de la valeur seuil d'information n'a eu lieu ». L'Italie reste le pays le plus exposé (479 µg/m3 ont été mesurés en Sicile, le second record de 2007 étant 363 µg/m3 en Roumanie). Des taux de 300 à 360 µg/m3 ont été mesurés six fois en France, Grèce, Italie et Roumanie et le seuil prévu à long terme par la directive a été largement dépassé dans l'UE, comme dans d'autres pays européens (dont certains ont souvent dépassé la valeur-cible pour la protection de la santé humaine). En 2007, et en Europe : 45 % du total des dépassements du seuil d'information, 39 % des dépassements du seuil d'alerte et 12 % des dépassements de l'objectif à long terme ont été observés entre le 14 et le 21 juillet.

### Géoingénierie?
En 2019, un auteur chinois (Shaocai Yu) a proposé de traiter l'ozone se produisant dans les zones urbaines et industrielles par une géoingénierie du brouillard via la pulvérisation d'une brume artificielle dans l’atmosphère. Il justifie le procédé par le fait que le niveaux d'ozone est naturellement moins élevé quand l'humidité relative de l'air augmente, « cette humidité abaissant la température de l'air, en diminuant la longueur de chaîne des amplificateurs chimiques à radicaux peroxy (HO2, RO2 et RC (O) O2), et en diminuant la longueur de la chaîne de NO2 et en limitant la photo-chimie » ; il estime que la réponse serait rapide, que la faisabilité technologique le permet à coût relativement bas. Il n'évoque pas le problème de la consommation d'eau dont les ressources sont au plus bas en été quand l'ozone est à son maximum. Pour des raisons sanitaires l'eau pulvérisée devrait en outre être très propre. De plus une grande partie de l'ozone (le pic) est produit sous le vent dominant des villes et non dans la ville elle-même.

### Solutions technologiques
Sur les véhicules ont par exemple été installés les dispositifs anti-pollution suivants :
- pot catalytique ;
- EGR ;
- SCR.

L'utilisation de véhicules 100 % électriques permettrait de limiter la formation, après réaction chimique, d'ozone troposphérique [pas clair].